# Arabie saoudite aux Jeux paralympiques
L’Arabie saoudite participe aux Jeux paralympiques depuis les Jeux d'été de 1996 à Atlanta, et a pris part à toutes les éditions des Jeux d'été depuis cette date. Le pays envoie de petites délégations aux Jeux (entre deux et six athlètes). Exclusivement masculins en raison des très fortes restrictions qui pèsent sur la participation des femmes au sport dans le royaume, ces athlètes prennent part uniquement aux épreuves d'athlétisme et de force athlétique. L'Arabie saoudite n'a jamais pris part aux Jeux d'hiver.
Les Saoudiens ont à leur palmarès deux médailles d'or, deux en argent et deux en bronze. Le pays possède donc deux titres paralympiques, remportés par Osamah Alshanqiti, athlète malvoyant, ayant remporté l'or au triple saut (catégorie F12) aux Jeux de 2008, et Abdulrahman Al-Qurashi, vainqueur du 100 mètres (catégorie T53) aux jeux paralympiques de Paris, en 2024.

## Médailles
Résultats par année :
| Année | Médaille d'or, Jeux paralympiques | Médaille d'argent, Jeux paralympiques | Médaille de bronze, Jeux paralympiques | Total |
| 1996  | 0                                 | 0                                     | 0                                      | 0     |
| 2000  | 0                                 | 0                                     | 0                                      | 0     |
| 2004  | 0                                 | 0                                     | 0                                      | 0     |
| 2008  | 1                                 | 1                                     | 0                                      | 2     |
| 2012  | 0                                 | 1                                     | 0                                      | 1     |
| Total | 1                                 | 2                                     | 0                                      | 3     |

Médaillés :
| Jeux         | Nom               | Sport      | Épreuve                        | Résultat                                      |
| ------------ | ----------------- | ---------- | ------------------------------ | --------------------------------------------- |
| 2008 Pékin   | Osamah Alshanqiti | Athlétisme | Triple saut hommes F12         | 15,37 mètres (record du monde)                |
| 2008 Pékin   | Osamah Alshanqiti | Athlétisme | Saut en longueur hommes F12    | 7,06 mètres                                   |
| 2012 Londres | Hani Alnakhli     | Athlétisme | Lancer de disque hommes F32-34 | 34,65 mètres ; 1 113 points (record du monde) |